# Arturo Bocchini
Arturo Bocchini (San Giorgio la Montagna, 12 febbraio 1880 – Roma, 20 novembre 1940) è stato un prefetto e politico italiano.
Tra il 1923 e il 1925, Mussolini fu impegnato a dirimere conflitti interni alle diverse fazioni del fascismo provinciale. A Bologna si scontravano un fascismo sindacalista, guidato da Gino Baroncini, e un fascismo maggiormente legato al ceto proprietario, guidato da Leandro Arpinati (quest'ultimo era in precedenza riuscito a ottenere il trasferimento del prefetto Cesare Mori). Il predecessore di Bocchini, Faustino Aphel, aveva preso apertamente le parti di Baroncini. La sostituzione di Aphel con Bocchini coincideva con il desiderio di Mussolini di superare il fascismo disordinato di marca squadrista in favore di un fascismo più compatibile con i corpi conservatori del Paese.
Bocchini badò ad appoggiare Arpinati nella misura in cui l'operato di questi era compatibile con l'intento 'normalizzatore' del governo e inizialmente lo indicò al Duce come figura capace di pacificare i fascisti antigovernativi, ma Arpinati non si rivelò docile quanto desiderato, senza contare che la "pacificazione" prevedeva ulteriori misure di squadrismo e violenza. Nel febbraio del 1924, le squadracce di Arpinati irruppero contro una riunione di fascisti dissidenti, ma Bocchini provvide a minimizzare la cosa nel proprio rapporto al ministero. Nell'agosto del 1925, Arpinati ebbe un breve conflitto con il governo e Bocchini vietò la pubblicazione di una sua dichiarazione antigovernativa: la reazione degli squadristi giunse fino all'assedio di Bocchini nei locali della prefettura. Si rese necessario l'intervento di Turati, che nel frattempo era stato nominato vicesegretario nazionale, per ristabilire l'ordine.
Dal 1922 nella carriera prefettizia, fu capo della polizia dal 1926 alla morte e figura chiave del regime fascista italiano, tanto da essere definito talvolta il "viceduce". Fu creatore di un apparato poliziesco pervasivo, alle dirette dipendenze del Duce e autonomo dalle interferenze del Partito Nazionale Fascista e dai prefetti, con una polizia politica fondata su ispettorati speciali sparsi inizialmente in pochi centri d'Italia e poi diffusamente, con il nuovo nome di OVRA.
Arturo Bocchini era l'ultimo degli otto figli di Ciriaco Bocchini, medico, proprietario terriero e presidente della deputazione provinciale di Benevento, e di Concetta Padiglione, discendente da una famiglia nobile napoletana, liberale (un avo dei Padiglione aveva preso parte ai moti del 1821 con Morelli e Silvati).

## La carriera prefettizia: a Brescia, Bologna e Genova

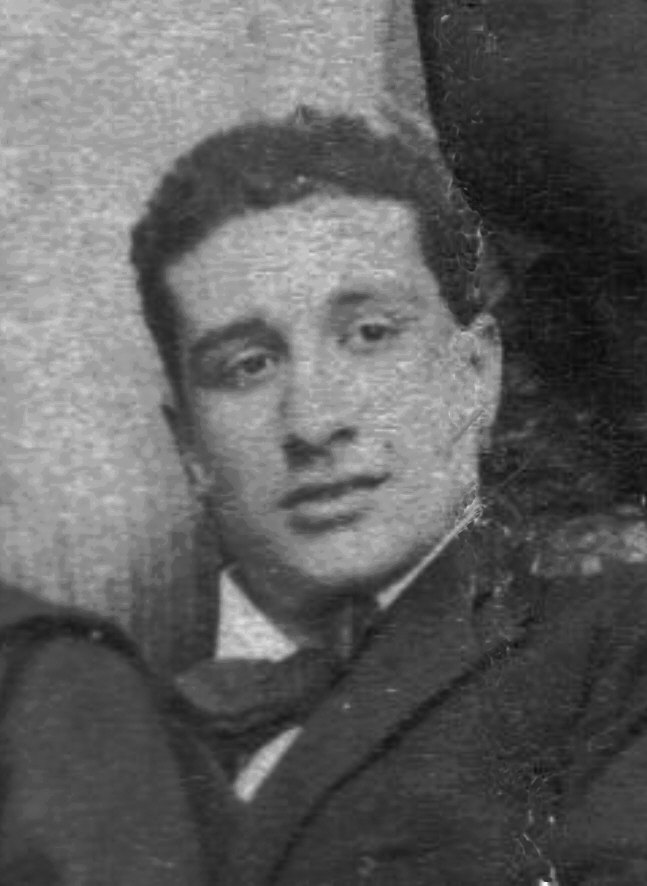
Foto giovanile di Bocchini scattata a San Giorgio la Montagna (provincia di Benevento)

Laureatosi in legge all'Università Federico II di Napoli il 22 luglio 1902, entrò nella carriera prefettizia nel 1903. A 42 anni, superando numerosi funzionari con maggiore anzianità, con un notevole salto di qualità fu promosso da viceprefetto a prefetto del Regno d'Italia nella città di Brescia (dove fu in carica dal 30 dicembre 1922 al 16 dicembre 1923), in sostituzione di Achille De Martino, già capo di gabinetto di Francesco Saverio Nitti. La decisione si ritiene fosse stata presa dal viceministro Aldo Finzi, il quale, non fidandosi pienamente dei funzionari che avevano fatto carriera nell'Italia giolittiana, preferì dare spazio anche a giovani prefetti. Nel caso di Bocchini, nella promozione prefettizia avrebbe esercitato un ruolo anche la spiccata simpatia che il viceministro provava nei suoi confronti, ma secondo una opposta teoria Finzi avrebbe in tal modo allontanato dalla direzione dell'ufficio del personale del Viminale "l'unico che avesse saputo spezzare risolutamente la vasta rete di interessi creata al tempo di Nitti".
Durante il periodo bresciano, Bocchini strinse amicizia con il federale fascista della città, Augusto Turati, che quattro anni dopo sarebbe diventato segretario nazionale del Partito Nazionale Fascista (PNF). A Brescia, Turati e Bocchini concertarono la liquidazione di una rilevante organizzazione di veterani socialisti, mentre si profusero, a danno delle forti leghe cattoliche, per l'avanzata dell'ancor debole Sindacato fascista degli agricoltori, che sosteneva una propria forma di patto colonico: Bocchini si adoperò, infatti, dai primi mesi del 1923, a sciogliere numerose amministrazioni a egemonia cattolica.
A Brescia città, diversamente che in provincia, dove si impose tramite la violenza, il fascismo cercò e trovò la via legalitaria, approfittando della fragile condizione politica di liberali, socialisti e popolari. Solo il prefetto De Martino aveva rappresentato un ostacolo allo squadrismo. Bocchini, con oculata trascuratezza verso le violenze fasciste e risolutezza contro socialisti e cattolici, accompagnerà la crescita delle liste fasciste alla conquista elettorale dei consigli comunale e provinciale. Già il 30 marzo 1923, Bocchini firmò il decreto di nomina del commissario prefettizio del Comune, il capo dipartimento della ragioneria al ministero dell'Interno, Antonio Zanon, che guiderà la città per quindici mesi.
Rilevante fu anche la conquista della Cattedra ambulante di agricoltura, un "organismo di natura consortile diretto a favorire l'avanzamento tecnico e organizzativo dell'agricoltura ed emblema di un sistema di relazioni fra proprietari e contadini e fra organizzazioni socialiste e popolari", attraverso la liquidazione del suo direttore, il socialista riformista Antonio Bianchi. Il 12 dicembre 1922 era arrivato a Brescia il funzionario governativo De Filippis, che aveva sospeso Bianchi dall'incarico, ma fu la dirigenza del PNF locale, spalleggiata da Bocchini, a coordinare le inchieste sull'operato di Bianchi, il quale venne forzosamente sostituito dal commissario Enrico De Micheli, nominato da Bocchini.
Seguì poi la prefettura di Bologna (dal 16 dicembre 1923 al 12 ottobre 1925). In occasione delle elezioni del 6 aprile 1924, venne accusato dalle opposizioni di aver cercato di condizionare il corpo elettorale, anche violando la segretezza del voto. Ma la fedeltà a Mussolini si estrinsecò soprattutto nella gestione della violenza fascista. 
A Genova, dal 12 ottobre 1925 al 23 settembre 1926, Bocchini contrastò attivamente i sindacati marittimi legati alla sinistra (in particolare la Federazione italiana lavoratori del mare, con il suo segretario Giuseppe Giulietti), favorendo di fatto gli omologhi sindacati fascisti. Inoltre, a seguito delle due circolari inviate ai prefetti dal ministro Luigi Federzoni, procedette a smantellare le squadre d'azione fasciste ancora in attività in città. Mentre Bocchini si trovava a rivestire il ruolo di prefetto a Genova, avvennero degli attentati alla vita di Mussolini, il primo da Tito Zaniboni il 4 novembre 1925, poi quello di Violet Gibson il 7 aprile 1926 e infine quello dell'anarchico Gino Lucetti l'11 settembre 1926. Pochi giorni dopo l'attentato messo in atto da Violet Gibson, Federzoni scriveva a Mussolini, sottolineando quanto fosse importante per il regime l'incolumità fisica del Duce:
(Lettera del 16 aprile 1926)
Subito dopo l'attentato di Lucetti, Federzoni convocò a Roma Bocchini per sottoporlo a Mussolini come nuovo capo della polizia, proponendo l'avvicendamento con Francesco Crispo Moncada. Il suo nome era già stato fatto da Federzoni in occasione del fallito attentato della Gibson. L'operato di Bocchini, nel contesto di una visita di Mussolini a Genova del maggio del 1926, svoltasi senza incidenti e secondo programma, aveva contribuito a metterlo in buona luce agli occhi del Duce, ma era soprattutto il pragmatismo, il cinismo e il realismo del prefetto campano, la sua distanza da pose fanatiche, a indicarlo come l'uomo adatto: a Genova aveva mostrato di non fare sconti ai fascisti dissidenti e anche l'esperienza bresciana era favorevolmente attestata da Turati, che nel frattempo aveva sostituito Farinacci alla segreteria del partito.

## Capo della polizia
Fu nominato capo della polizia il 13 settembre 1926 su indicazione di Luigi Federzoni, consigliere di Stato il 19 giugno 1927, senatore dal 16 novembre 1933 e membro della Commissione degli affari interni e della giustizia (17 aprile 1939 - 20 novembre 1940). Il compito che gli affidò Mussolini fu di ristabilire l'ordine in Italia e nel fare ciò gli accordò massima copertura politica e completa libertà d'azione, nonché il privilegio di riferire direttamente al presidente del Consiglio del proprio operato. Bocchini assecondò il disegno di Mussolini di dotarsi di una polizia autonoma dal PNF. Già l'anno prima era stato vietato a funzionari e agenti l'iscrizione al partito.
Poco dopo la sua nomina a capo della polizia, il 31 ottobre 1926 avvenne un nuovo attentato, questa volta per opera del giovane anarchico Anteo Zamboni (ma quest'ultimo episodio non è interpretato univocamente dagli storici). Il 5 novembre, in Consiglio dei ministri, Federzoni ribadiva la propria volontà di essere sostituito: gli Interni venivano quindi assunti da Mussolini, che li avrebbe tenuti fino alla caduta del regime. Nel mentre il governo provvedeva a un duro giro di vite, con la promulgazione del Regio decreto n. 1848 del 6 novembre, che istituiva il Testo unico delle leggi di pubblica sicurezza (TULPS), e della legge n. 2008 del 25 novembre ("Provvedimenti per la difesa dello Stato"): veniva sancita la pena di morte contro ogni attentato alla persona del Re, della Regina, del Reggente, del Principe ereditario e del Primo ministro, si istituiva il Tribunale speciale per la difesa dello Stato, si prevedeva lo scioglimento di tutti i partiti politici, la decadenza dei 123 deputati aventiniani, la creazione degli Uffici politici investigativi (UPI) della MVSN, l'istituzione del confino e sanzioni penali contro l'espatrio clandestino per fini politici: si tratta degli ultimi e decisivi passaggi delle cosiddette "leggi fascistissime".
Pochi giorni dopo, l'8 novembre, Bocchini diede ordine a tutti i prefetti di arrestare tutti i deputati del Partito Comunista d'Italia, fra cui Antonio Gramsci. Il TULPS metteva in capo ai prefetti facoltà assai discrezionali per il mantenimento dell'ordine pubblico: la concreta applicazione, anche nel giudizio di Federzoni, dipendeva sostanzialmente dai criteri di applicazione, fissati soprattutto da Bocchini e dal sottosegretario Giacomo Suardo, tra l'8 e il 26 novembre, in una serie di circolari telegrafiche indirizzate ai prefetti.
L'indirizzo della gestione della pubblica sicurezza da parte di Mussolini e Bocchini si caratterizzò per un orientamento assai distante da quello che era stato l'operato di Federzoni e Crispo Moncada, segnando l'accantonamento di ogni residua forma di garantismo o stato di diritto. In una di queste circolari, Bocchini scriveva:
In qualità di capo della polizia, Bocchini si preoccupò del suo rafforzamento: ottenne a bilancio rilevanti finanziamenti in tal senso (ed essi si erano già più che quintuplicati nei precedenti quattro anni). Il fondo segreto amministrato personalmente dal capo della polizia fu incrementato e portato a 500 milioni di lire.
Con Bocchini, il Duce si assicurò un funzionario solerte, scarsamente politicizzato, abile nell'organizzare una repressione poliziesca che non suscitasse (specialmente all'estero) il clamore provocato dallo squadrismo, con una discrezione intesa a contribuire all'immagine di una Italia pacificata, concentrata nell'affrontare con serietà i problemi economici del tempo, cioè la riparazione dei debiti di guerra verso il Regno Unito e gli Stati Uniti, e la stabilità della lira. Due furono le principali linee d'azione di Bocchini: difendere l'incolumità del Duce e sviluppare una capillare rete di controllo delle attività delle opposizioni, sia in Italia sia all'estero.

### La prevenzione degli attentati

Bocchini nel 1931, in occasione del 6º anniversario del Corpo di Pubblica Sicurezza

Bocchini era convinto che l'apparato di sicurezza dovesse essere razionalizzato: bisognava integrare la vigilanza passiva con quella attiva, svolgendo un'attività investigativa tesa a individuare eventuali disegni eversivi fin dalle fasi preparatorie. A tal fine nel 1926 fu autorizzata la costituzione di un nuovo ufficio denominato "Servizio Speciale d'Investigazione politica" noto anche come Ispettorato Speciale.
Per la sicurezza di Mussolini organizzò una imponente squadra composta da cinquecento agenti, denominata "la Presidenziale", composta per un terzo da poliziotti, per un terzo da carabinieri e per un terzo da membri della Milizia Volontaria per la Sicurezza Nazionale (MVSN). L'obiettivo primario tuttavia rimase la prevenzione: Bocchini era infatti convinto che eventuali attentati si sarebbero preparati all'estero e a questo scopo iniziò a stendere una vasta rete informativa all'estero e in Italia, con l'ordine di prendere seriamente in considerazione qualsiasi proposito di attentato alla vita del Duce mentre fu sempre molto tollerante verso la propaganda scritta e verbale degli oppositori del regime.
Uno degli obiettivi fondamentali della nuova polizia segreta era quella di eliminare i tentativi del partito comunista di creare delle cellule clandestine in Italia che tentava di instaurare rapporti con i fuoriusciti per recapitare delle direttive (propaganda antifascista e diffusione di opuscoli e giornali stampati all'estero). Quando la polizia segreta riuscì completamente a debellare la costituzione cellule clandestine comuniste in Italia, ultimo tentativo fu provato da Pajetta, l'OVRA iniziò a spiare eventuali dissidenze interne al PNF, per scongiurare eventuali complotti contro la figura di Mussolini e de suo governo. (M. Canali, Le spie del fascismo, il Mulino, 2004)
Bocchini costituì la polizia politica denominata Ufficio informazioni centrale, alla cui guida fu posto direttamente dal segretario del PNF Augusto Turati il funzionario Ernesto Gulì, promosso viceprefetto per adeguarne la carica al ruolo da ricoprire. Bocchini sospettò sempre che Gulì gli fosse stato affiancato al fine di svolgere controllo sulle sue attività di polizia direttamente dal PNF. Al fine di prevenire gli attentatori che potevano arrivare dall'estero all'inizio del 1927 Gulì, sotto la supervisione di Bocchini, incominciò a inviare informatori all'estero per infiltrare le cellule antifasciste, in particolare la Concentrazione antifascista a Parigi.
Nel complesso, la protezione della persona del Duce fu tanto importante per il nuovo capo della polizia che egli fece prevalere questo obbiettivo sul contenimento della criminalità comune. Secondo la testimonianza di Guido Leto, funzionario palermitano, nominato da Bocchini a capo della Divisione di Polizia Politica del ministero dell'Interno, il capo della polizia "fu sempre attentissimo alle voci, anche le più inverosimili e stravaganti, che si riferissero a propositi violenti contro Mussolini" e su questo punto si dimostrò ai propri collaboratori "sempre ossessionante". Sempre stando a Leto, numerosi informatori della polizia avevano compreso il "lato debole della situazione" e "si sbrigliavano con frequenza nel concepire piani per uccidere Mussolini". Il numero dei piani, reali o presunti, per assassinare il Duce dopo la nomina di Bocchini si moltiplicarono, ma l'opera pervicacemente preventiva di quest'ultimo annullò ogni possibilità di realizzazione.

### Gli ispettorati speciali
Per contrastare l'attività di propaganda che il Partito Comunista riusciva comunque a svolgere in Italia Bocchini costituì gli "ispettorati speciali", i primi nuclei della futura OVRA. Il primo ispettorato, ampiamente dotato di mezzi e finanziamenti, fu istituito a Milano nel 1927 e affidato a Francesco Nudi; un anno dopo seguì un nuovo ispettorato con sede a Bologna affidato a Giuseppe D'Andrea. Per tre anni i due ispettorati lavorarono silenziosamente ottenendo importanti ma non eccezionali risultati come l'arresto dello svizzero comunista Karl Hofmeyer, nel 1928 dell'antifascista Giobbe Giopp che si fece poi reclutare nelle file dell'OVRA e il reclutamento dello scrittore torinese Dino Segre nel 1930. Il 14 aprile 1929 fu invece arrestato a Pisa Sandro Pertini, che era rientrato in Italia per incontrare Ernesto Rossi, e inviato al confino a Ponza. La misura restrittiva fu riconfermata da Bocchini rifiutandogli il ricovero nonostante fosse malato ("Non è possibile, è un irriducibile").
Il 3 dicembre 1930 un articolo del quotidiano Il Popolo d'Italia recò la notizia che:
(Dal comunicato di Carmine Senise, poi rimaneggiato da Mussolini in cui si cita per la prima volta la sigla OVRA)
La sigla OVRA, secondo quanto a più persone raccontato dallo stesso Bocchini, sarebbe nata dal comunicato che lui stesso aveva fatto preparare da Carmine Senise che incominciava con "La polizia, in seguito a laboriose indagini...", ma che Mussolini con piglio giornalistico aveva sostituito nel modo che apparve poi sui giornali. La sigla OVRA forse fu scelta per l'assonanza che si trovava in un'altra parte del testo in cui si parlava di un'organizzazione antifascista che "si stendeva come una piovra sull'intero territorio del Regno". Le interpretazioni in seguito date alla sigla OVRA furono le più disparate ma non esiste nessuna certezza su quale potesse essere il reale significato e al riguardo Mussolini non diede mai alcuna spiegazione preferendo mantenere la questione nel mistero. Fino a tutto il 1931 l'OVRA ebbe continui successi nella lotta contro gli antifascisti e il consolidamento del regime rese sempre più difficili azioni contro il capo del Governo.
Il 15 febbraio 1933 si iscrisse all'Unione Nazionale Fascista del Senato (UNFS).

### I rapporti con la Germania nazista

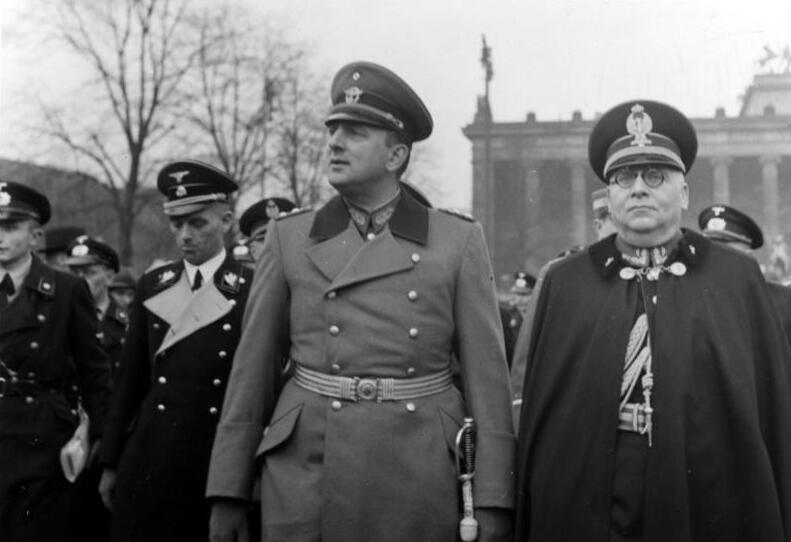
Foto scattata durante una parata sulla Unter den Linden a Berlino, in occasione della visita di una delegazione italiana di funzionari di polizia, nel 1936. Al centro, l'ufficiale delle SS Kurt Daluege e a destra Arturo Bocchini, allora capo della polizia. In secondo piano, sulla sinistra, Hans Weinreich.

La sua posizione di potere all'interno del regime fascista venne rafforzata dai suoi stretti rapporti con il suo omologo tedesco Heinrich Himmler.
In due visite ufficiali, nel 1936 (in Germania) e nel 1938 (in Italia, dal 20 al 23 ottobre), Bocchini incontrò Himmler e di concerto coordinarono l'attività di repressione internazionale dell'OVRA e della Gestapo contro gli oppositori politici.

## La morte e il matrimonioin articulo mortis

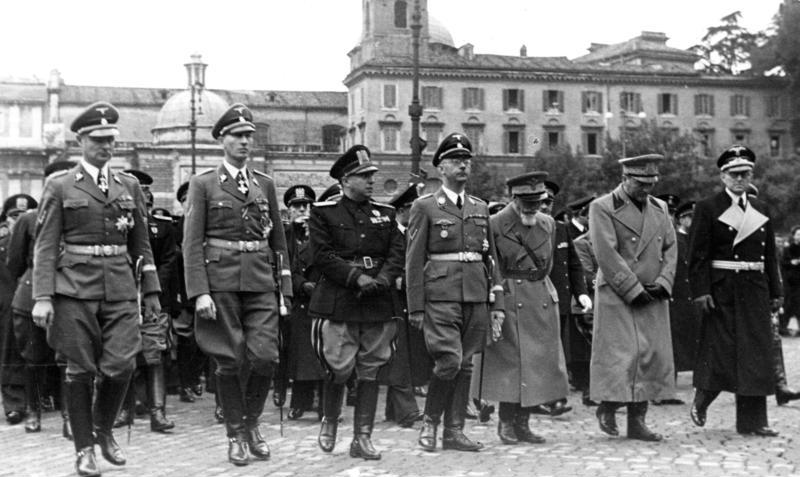
Gerarchi fascisti e nazisti presenti ai funerali di Arturo Bocchini, tenutisi a Roma il 21 novembre 1940. Si riconoscono, da sinistra a destra: Karl Wolff, Reinhard Heydrich, Adelchi Serena, Heinrich Himmler, Emilio De Bono, Rodolfo Graziani, Hans Georg von Mackensen.

Legato a Maria Letizia de Lieto di 35 anni più giovane di lui la sera del 18 novembre si era recato all'albergo Ambasciatori di via Veneto dove aveva consumato un lauto pasto. Rientrato nella sua villa di viale delle Milizie verso le quattro del mattino incominciò a sentirsi male. Vedendo che probabilmente non si sarebbe ripreso, sempre secondo la Palombelli, la ragazza si consultò con i parenti e procuratasi due fedi nuziali chiamò al capezzale due medici che fungessero da testimoni e il vescovo Angelo Lorenzo Bartolomasi che celebrò le nozze. Il decesso avvenne nella notte tra il 19 e il 20 novembre.
Carmine Senise, suo successore al vertice della Polizia, nel suo memoriale, sposta al 22 novembre il decesso di Bocchini, due giorni dopo l'inizio del malore che lo colpì. I medici diagnosticarono ictus cerebrale, mentre alcuni fra i familiari, in particolare la nipote Anna sostennero la tesi di un possibile avvelenamento. L'ipotesi di un avvelenamento a distanza di anni non fu suffragata da alcuna prova. Contro la tesi dell'avvelenamento, la stessa Palombelli ha sottolineato come Bocchini prendesse molte precauzioni per garantire la propria sicurezza: 
(Barbara Palombelli )
Mentre gli antifascisti, che erano i soli a poter trarre vantaggio dalla morte di Bocchini, erano indubbiamente impossibilitati a raggiungere con il veleno il proprio avversario.
Alla notizia della morte di Bocchini, giunsero dalla Germania Heinrich Himmler e Reinhard Heydrich per partecipare ai funerali. Ricorda Eugen Dollmann:
(Eugen Dollmann)